# HD 17092 b
HD 17092 b, aussi connue comme BD+49 767 b, est une planète extrasolaire (exoplanète) confirmée en orbite autour de l'étoile HD 17092 (BD+49 767), une géante (classe de luminosité III) jaune-orange (type spectral K) située à une distance d'environ 109 parsecs (355 années-lumière) du Soleil, dans la direction de la constellation boréale de Persée.
Détectée avec le télescope de 9,2 mètres (Hobby-Eberly) de l'observatoire McDonald situé près de Fort Davis au Texas, sa découverte par la méthode spectroscopique des vitesses radiales a été annoncée en 2007.
La vraie masse de HD 17092 b n'est pas connue. Mais, avec une masse minimale (M sin i) estimée à environ 4,6 masses joviennes (MJ), HD 17092 b serait un super-Jupiter.